# Semaine 3
D'après la norme ISO 8601, une semaine débute un lundi et s'achève un dimanche, et une semaine dépend d'une année lorsqu'elle place une majorité de ses sept jours dans l'année en question, soit au moins quatre. Dès lors, la semaine 3 est la semaine du troisième jeudi de l'année.
Ce faisant, elle suit la semaine 2 et précède la semaine 4 de la même année.
Elle commence au plus tôt le 12e jour du mois de janvier et au plus tard le 18e jour de ce même mois, une journée qu'elle contient systématiquement. En effet, elle se termine au plus tôt le 18 janvier et au plus tard le 24. Dans ce contexte, la semaine 3 est toujours la semaine du 18 janvier.

## Notations normalisées
La semaine 3 dans son ensemble est notée sous la forme W03 pour abréger.
| Jour de la semaine 3 | Notation |
| -------------------- | -------- |
| Lundi                | W03-1    |
| Mardi                | W03-2    |
| Mercredi             | W03-3    |
| Jeudi                | W03-4    |
| Vendredi             | W03-5    |
| Samedi               | W03-6    |
| Dimanche             | W03-7    |

## Cas de figure
| Cas | Le troisième jeudi de l'année tombe… | Le 1er janvier est… | L'année est une année… | La semaine 3 débute… | La semaine 3 s'achève… | Premier cas après 2008 |
| --- | ------------------------------------ | ------------------- | ---------------------- | -------------------- | ---------------------- | ---------------------- |
| 1   | Le 15 janvier                        | Un jeudi            | D ou DC                | Le lundi 12 janvier  | Le dimanche 18 janvier | 2009                   |
| 2   | Le 16 janvier                        | Un mercredi         | E ou ED                | Le lundi 13 janvier  | Le dimanche 19 janvier | 2014                   |
| 3   | Le 17 janvier                        | Un mardi            | F ou FE                | Le lundi 14 janvier  | Le dimanche 20 janvier | 2008                   |
| 4   | Le 18 janvier                        | Un lundi            | G ou GF                | Le lundi 15 janvier  | Le dimanche 21 janvier | 2018                   |
| 5   | Le 19 janvier                        | Un dimanche         | A ou AG                | Le lundi 16 janvier  | Le dimanche 22 janvier | 2012                   |
| 6   | Le 20 janvier                        | Un samedi           | B ou BA                | Le lundi 17 janvier  | Le dimanche 23 janvier | 2011                   |
| 7   | Le 21 janvier                        | Un vendredi         | C ou CB                | Le lundi 18 janvier  | Le dimanche 24 janvier | 2010                   |

1. 1 2 3  Dans ce cas précis, l'année compte une semaine 53.